# ۵۶۳ (میلادی)
۵۶۳ (میلادی) پانصد و شصت و سومین سال تقویم میلادی است.

## درگذشتگان
‎